# Panamerikanische Spiele 2003/Boxen
Die 14. Boxwettkämpfe der Herren bei den Panamerikanischen Spielen wurden vom 8. August bis zum 15. August 2003 in der dominikanischen Hauptstadt Santo Domingo ausgetragen. Sie dienten zur Qualifikation für die Olympischen Sommerspiele 2004 in Athen. Es wurden insgesamt 44 Medaillen in 11 Gewichtsklassen vergeben.

## Medaillengewinner
| Klasse                          | Gold                                     | Silber                                     | Bronze                                                                   |
| ------------------------------- | ---------------------------------------- | ------------------------------------------ | ------------------------------------------------------------------------ |
| Halbfliegengewicht (bis 48 kg)  | Yan Bartelemí Kuba                       | Carlos José Tamara Kolumbien               | José Jefferson Perez Venezuela Raúl Castañeda Mexiko                     |
| Fliegengewicht (bis 51 kg)      | Yuriorkis Gamboa Kuba                    | Juan Carlos Payano Dominikanische Republic | Raúl Hirales Mexiko James Pereira Brasilien                              |
| Bantamgewicht (bis 54 kg)       | Guillermo Rigondeaux Kuba                | Abner Mares Mexiko                         | Andrew Kooner Kanada Johny Perez Kolumbien                               |
| Federgewicht (bis 57 kg)        | Likar Ramos Concha Kolumbien             | Aaron Garcia USA                           | Jhonathan Batista Dominikanische Republic Yosvani Aguilera Cuba          |
| Leichtgewicht (bis 60 kg)       | Mario Kindelán Kuba                      | Alex de Jesús Puerto Rico                  | Manuel Felix Diaz Dominikanische Republic Francisco Javier Vargas Mexiko |
| Halbweltergewicht (bis 64 kg)   | Patrick López Venezuela                  | Isidro Mosquea Dominikanische Republic     | Juan de Dios Navarro Mexiko Marcos Costa Brasilien                       |
| Weltergewicht (bis 69 kg)       | Lorenzo Aragón Kuba                      | Juan McPherson USA                         | Euris González Dominican Republic Alfredo Angulo Mexiko                  |
| Mittelgewicht (bis 75 kg)       | Juan José Ubaldo Dominikanische Republic | Yordanis Despaigne Kuba                    | Jean Pascal Kanada Alexander Brand Kolumbien                             |
| Halbschwergewicht (bis 81 kg)   | Ramiro Reducindo Mexiko                  | Yoan Pablo Hernández Kuba                  | Edgar Muñoz Venezuela Argenis Casimiro Dominikanische Republic           |
| Schwergewicht (bis 91 kg)       | Odlanier Solis Kuba                      | Kertson Manswell Trinidad und Tobago       | Jason Douglas Kanada Devin Vargas USA                                    |
| Superschwergewicht (über 91 kg) | Jason Estrada USA                        | Michel López Núñez Kuba                    | Sébastian Ceballo Argentinien Victor Bisbal Puerto Rico                  |

## Medaillenspiegel
| Rang | Land                    | Gold | Silber | Bronze | Gesamt |
| ---- | ----------------------- | ---- | ------ | ------ | ------ |
| 1    | Kuba                    | 6    | 3      | 1      | 10     |
| 2    | Dominikanische Republik | 1    | 2      | 4      | 7      |
| 3    | Vereinigte Staaten      | 1    | 2      | 1      | 4      |
| 4    | Mexiko                  | 1    | 1      | 5      | 7      |
| 5    | Kolumbien               | 1    | 1      | 2      | 4      |
| 6    | Venezuela               | 1    | 0      | 2      | 3      |
| 7    | Puerto Rico             | 0    | 1      | 1      | 2      |
| 8    | Trinidad und Tobago     | 0    | 1      | 0      | 1      |
| 9    | Kanada                  | 0    | 0      | 3      | 3      |
| 10   | Brasilien               | 0    | 0      | 2      | 2      |
| 11   | Argentinien             | 0    | 0      | 1      | 1      |
|      | Total                   | 11   | 11     | 22     | 44     |